# Indianer-Schlangenwurzel
Die Indianer-Schlangenwurzel (Medeola virginiana), auch Indische Gurke, ist die einzige Art der Pflanzengattung Medeola innerhalb Familie der Liliengewächse (Liliaceae). Sie kommt nur im östlichen Nordamerika vor.

## Beschreibung

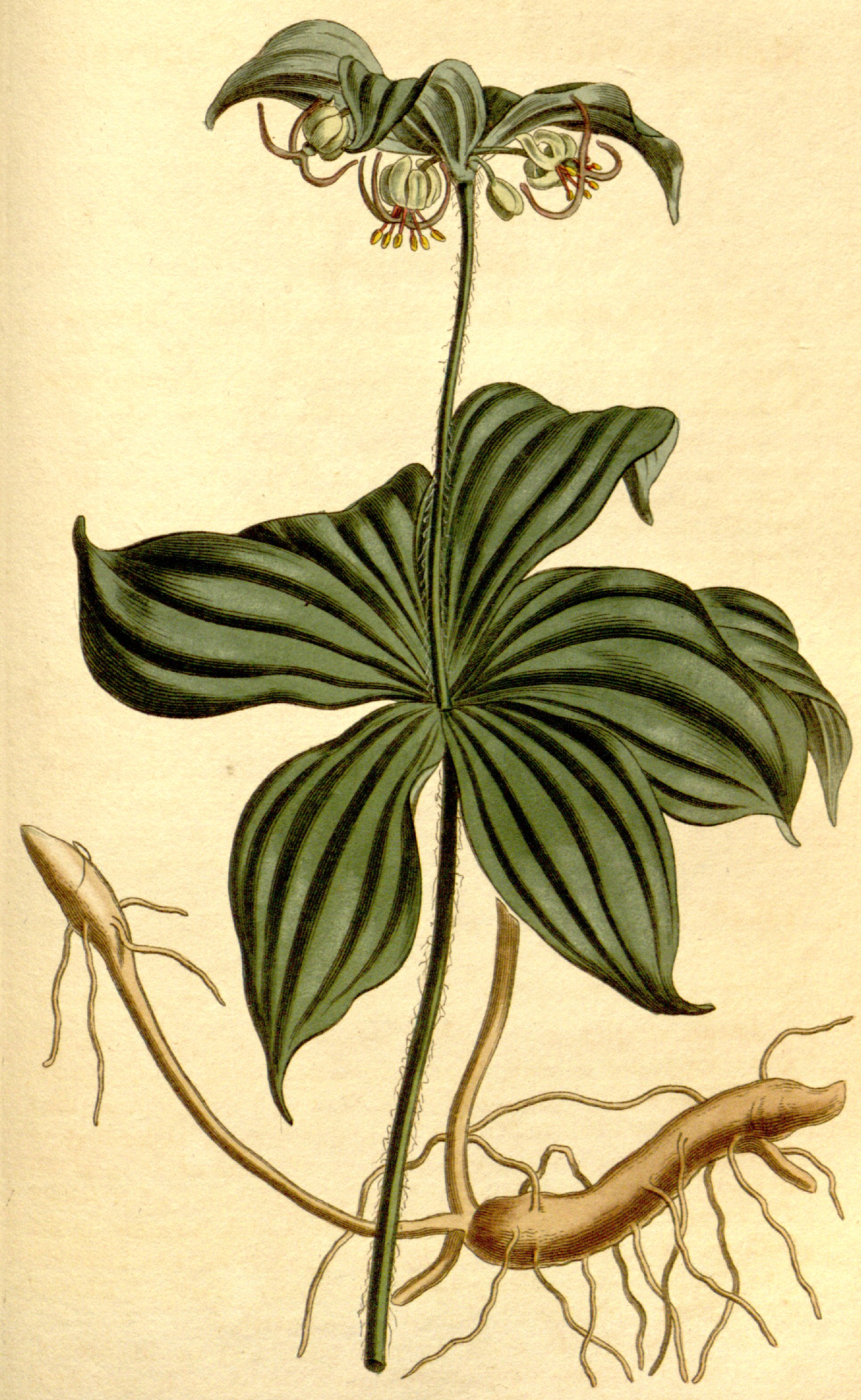
Illustration aus Curtis's Botanical Magazine, Volume 31–32, 1810

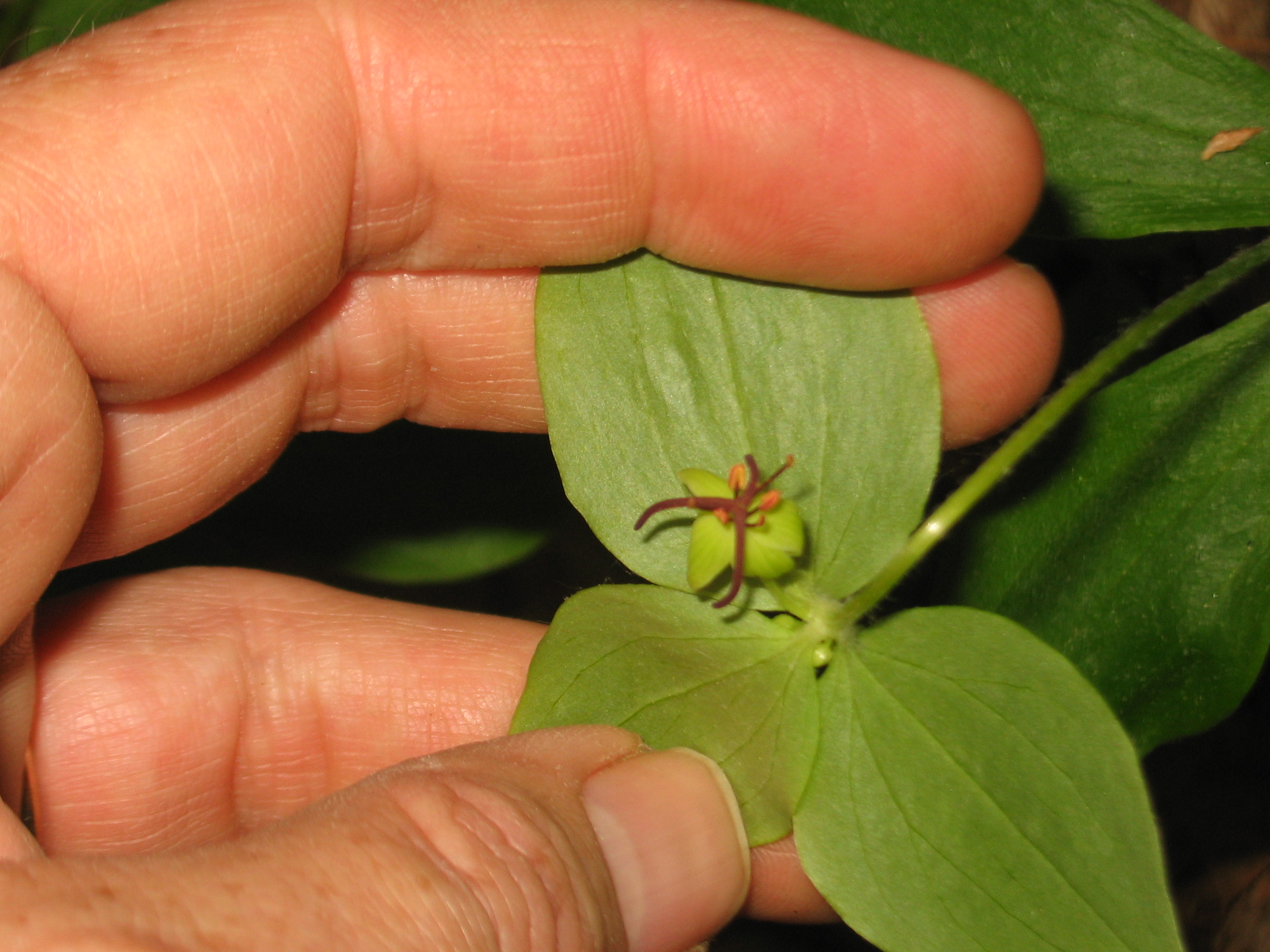
Dreizählige Blüte von oben

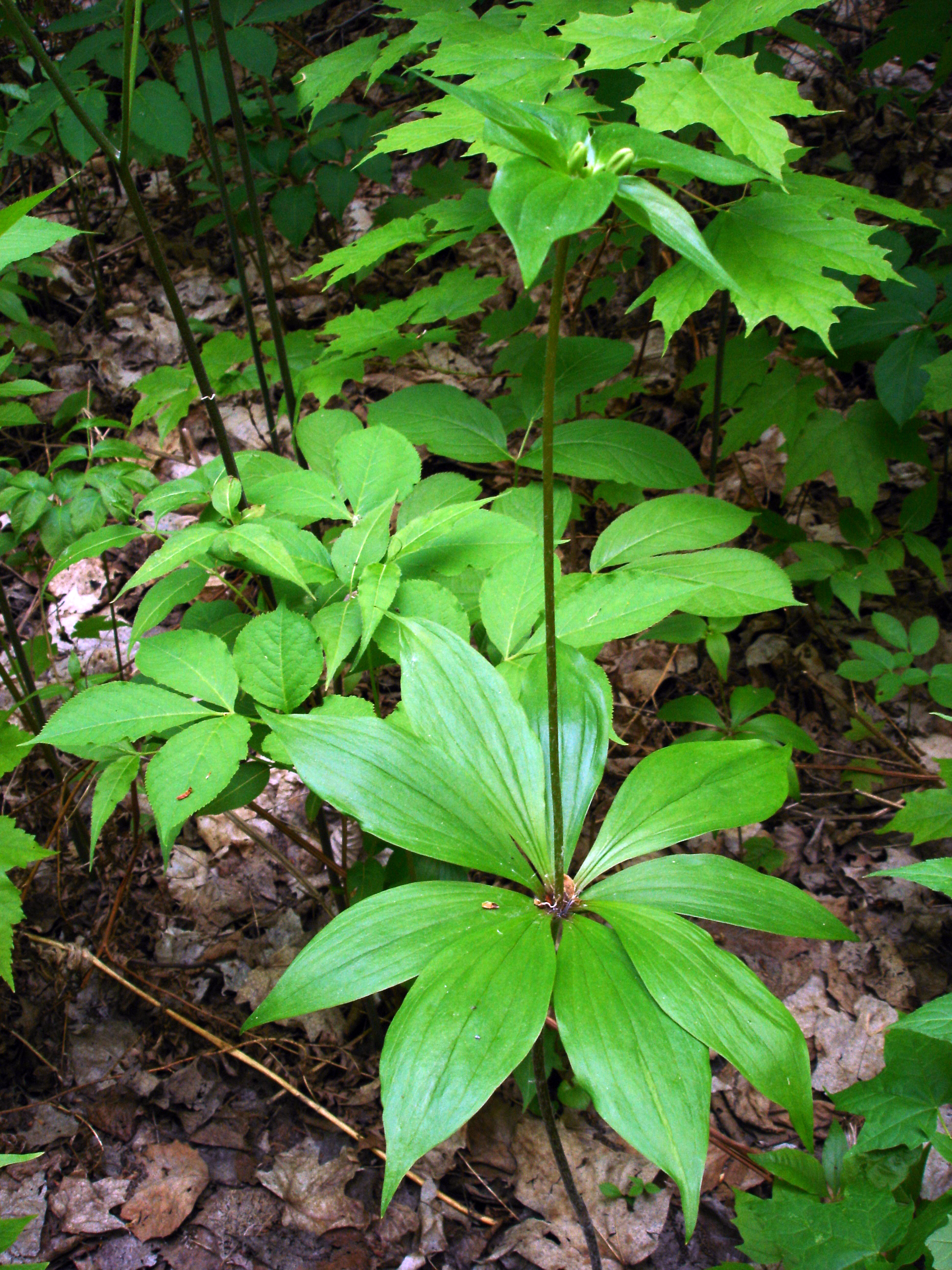
Habitus mit den wirtelig angeordneten Laubblättern

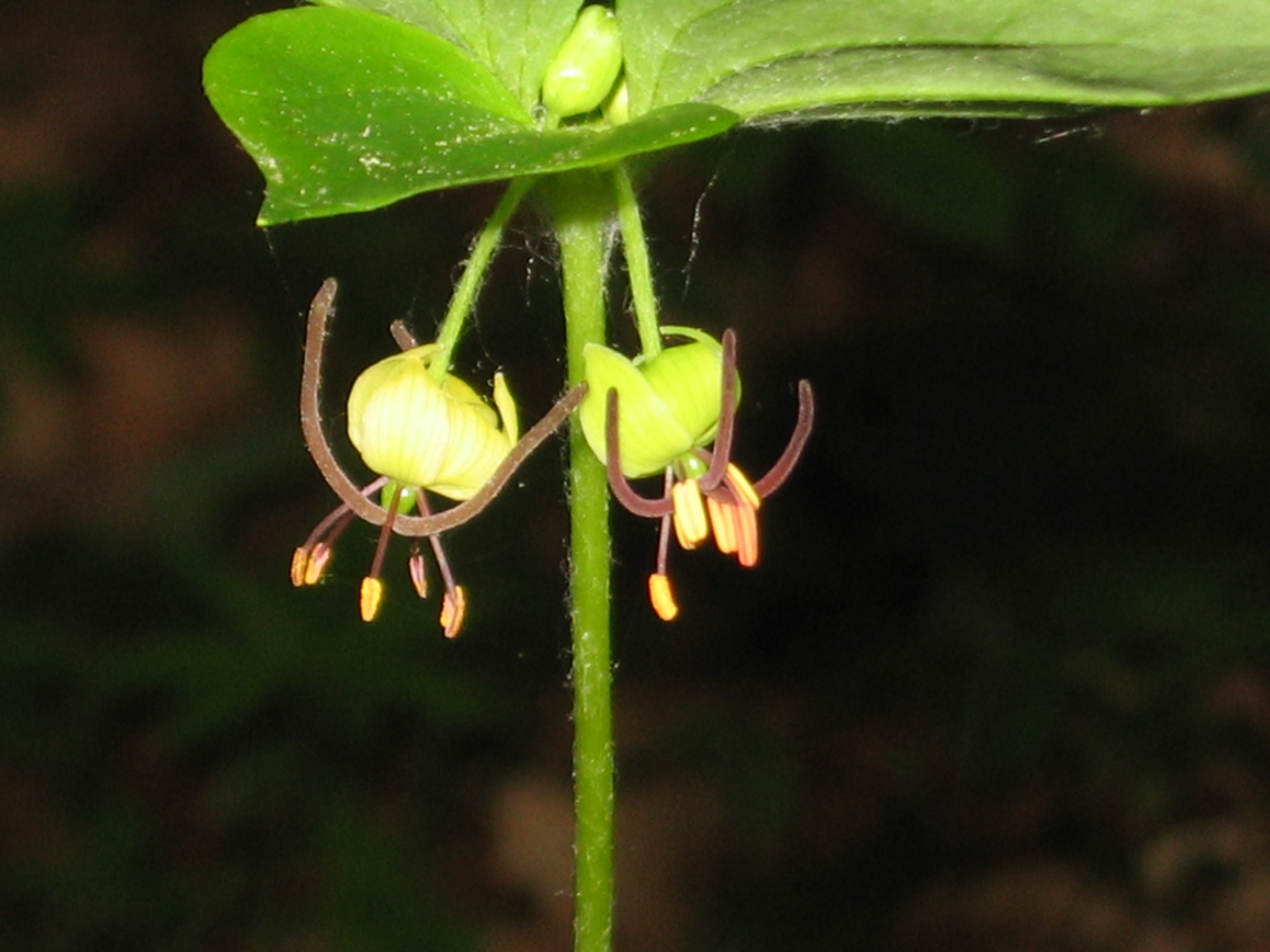
Blüten von der Seite

### Erscheinungsbild und Blätter
Medeola virginiana wächst als sommergrüne, ausdauernde krautige Pflanze und erreicht Wuchshöhen von 20 bis 90 Zentimetern. Als Überdauerungsorgan wird ein bei einer Länge von 3 bis 8 Zentimetern und einem Durchmesser von etwa 1 Zentimeter knollenähnliches, horizontales Rhizom gebildet, das sich in Richtung Ende verschmälert; es verrottet jedes Jahr und wird neu gebildet. Die schlanke, unverzweigte Sprossachse ist anfangs weiß wollig behaart.
Die Laubblätter sind in zwei Wirteln angeordnet, im unteren zu fünft bis neunt, selten bis zu zwölft und im oberen zu dritt bis selten zu fünft. Die ganzrandigen Laubblätter sind kurz gestielt oder sitzend. Im unteren Blattwirtel sind die einfachen Blattspreiten bei einer Länge von 6 bis 16 Zentimetern und einer Breite von 1,5 bis 5 Zentimetern verkehrt-eiförmig bis lanzettlich; sie verschmälern sich zum Spreitengrund hin und besitzen ein spitzes bis zugespitztes oberes Ende. Im oberen Blattwirtel besitzen die einfachen, bei einer Länge von 2,5 bis 5 Zentimetern und einer Breite von 1,5 bis 4 Zentimetern eiförmigen bis seltener verkehrt-eiförmigen Blattspreiten einen gerundeten Spreitengrund und ein zugespitztes oberes Ende. Die oberen, seltener auch die unteren, Blätter werden während der Fruchtreife meist nur an der Basis purpurfarben gefleckt. Es liegt Parallelnervatur vor.

### Blütenstand und Blüte
Die Blütezeit liegt in Nordamerika im späten Frühling. Selten zwei, meist drei bis neun Blüten stehen in einem endständigen, doldigen Blütenstand. Es sind ein bis drei nicht haltbare Tragblätter vorhanden. Der Blütenstiel ist mehr oder weniger ausgebreitet wird aber bis zur Fruchtreife aufrecht.
Die zwittrigen Blüten sind radiärsymmetrisch und dreizählig. Die sechs freien, gleichgestalteten Blütenhüllblätter sind gelblich-grün, 6 bis 10 mm lang, zurückgebogen und nicht haltbar. Es sind sechs kurze Staubblättern vorhanden. Die länglichen Staubbeutel sind frei beweglich und nach außen gebogen. Die drei Fruchtblätter sind zu einem oberständigen, dreikammerigen (einkammmerig nach anderer Auffassung) Fruchtknoten mit dreiteiligem Griffel verwachsen. Die drei langen, freien Griffel-Narbenäste sind zurückgekrümmt und oft purpurfarben.

### Frucht und Samen
Die bei Reife purpurfarbene bis schwarze Beere ist bei einem Durchmesser von meist 8 bis 10 (5 bis 14) mm kugelig und enthält wenige Samen. Die Samen sind bei einem Durchmesser 3 mm von fast kugelig und besitzen eine glänzend braune Samenschale.

### Chromosomenzahl
Die Chromosomengrundzahl beträgt x = 7. Es liegt Diploidie vor mit 2n = 14.

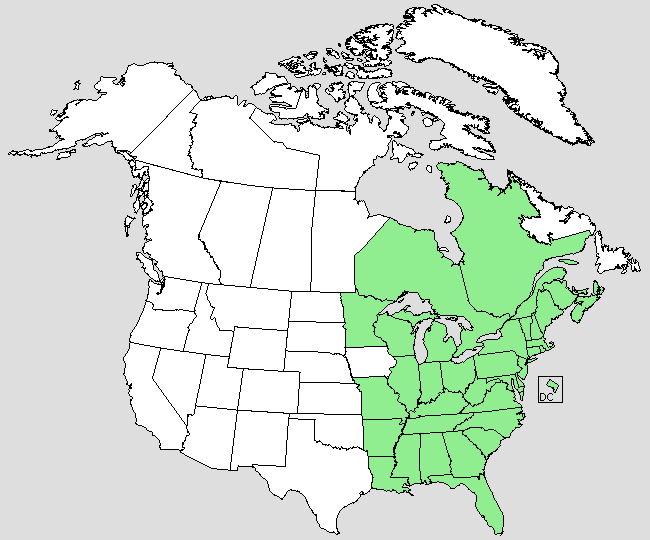
Verbreitung in den USA und Kanada

## Verbreitung
Medeola virginiana ist im östlichen Nordamerika in Kanada und den USA weit verbreitet. Sie gedeiht an feuchten Hängen und in Wäldern in Höhenlagen zwischen 0 und 1600 Meter.

## Systematik
Die Erstveröffentlichung der Gattung Medeola und der Art Medeola virginiana erfolgte 1753 durch Carl von Linné in Species Plantarum, 1, S. 339. Synonyme für Medeola virginiana L. sind: Medeola virginica Christm., Medeola verticillifolia Stokes, Gyromia virginica (Christm.) Nutt., Gyromia virginica var. picta Nutt., Gyromia acuminata Raf., Gyromia cuneata Raf. Ein Synonym für Medeola ist Gyromia Nutt.
Der Gattungsname Medeola bezieht sich auf Medea, eine Frauengestalt aus der griechischen Mythologie. Das Artepitheton virginiana bezieht sich auf die Heimat Virginia.
Medeola virginiana ist die einzige Art der Gattung Medeola in der Unterfamilie Lilioideae innerhalb der Familie Liliaceae. Sie wurde in die Unterfamilie Medeoloideae oder die Familien Convallariaceae und Medeolaceae eingeordnet.

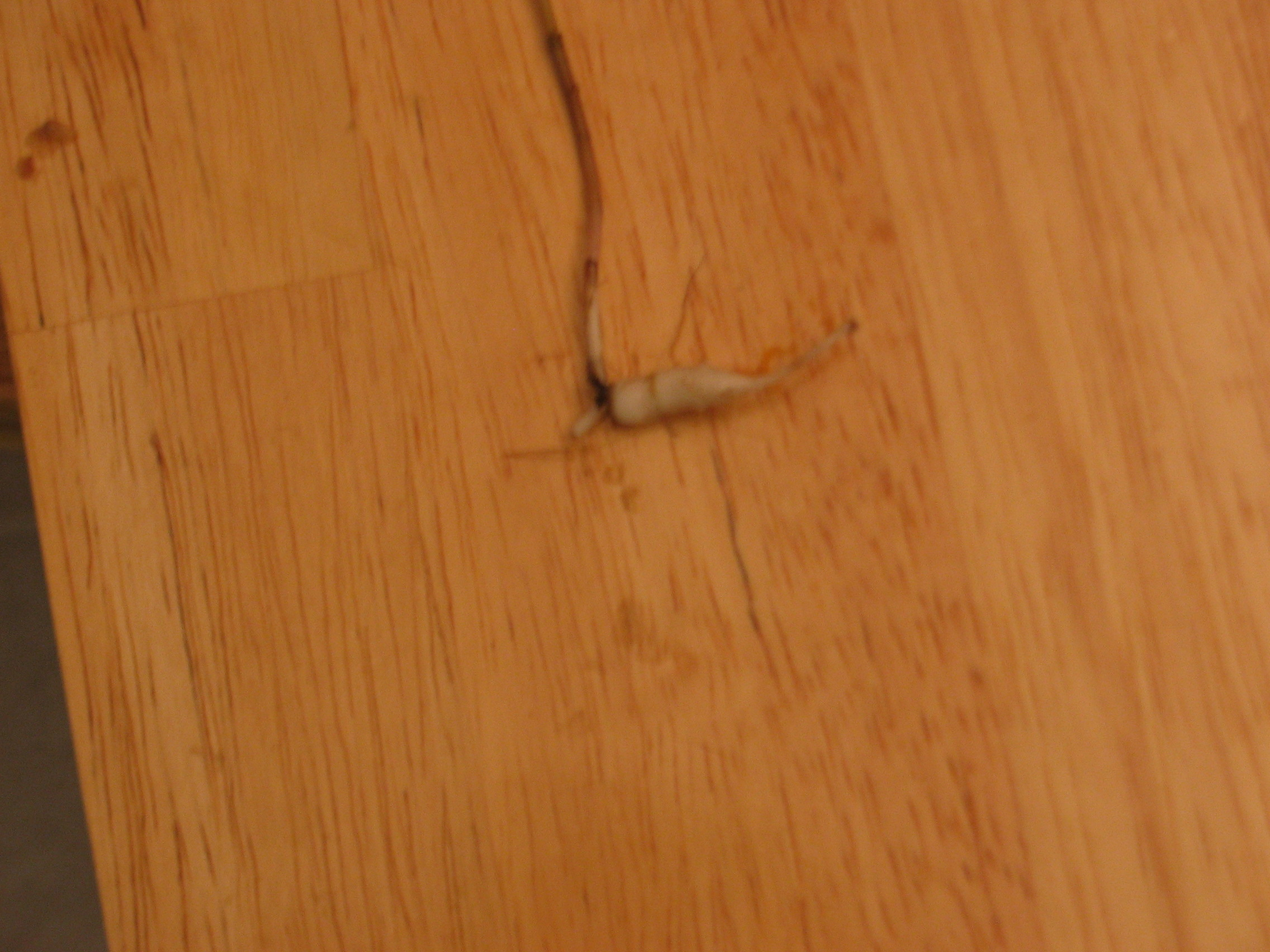
Essbares Rhizom

## Nutzung
Das Rhizom von Medeola virginiana besitzt einen gurkenähnlichen Geruch und Geschmack und ist roh oder gegart essbar, daher der englischsprachige Trivialname „Indian cucumber-root“. Die medizinischen Wirkungen wurden untersucht.